# Ноа Милс
Ноа Милс (енгл. Noah Mills; 26. април 1983) је канадски телевизијски и филмски глумац.
Милс је најпознатији по улози посебног агента Џесија Буна у серији Морнарички истражитељи: Хаваји.